# مهروئیه پایین
مهروئیه پایین، روستایی در دهستان مهروئیه بخش مرکزی شهرستان فاریاب در استان کرمان ایران است. این روستا، مرکز دهستان مهروئیه است.

## تاریخچه
قدمت این روستا بنا بر آثار بجا مانده مانند گورهای گبر (گبری‌ها مردمانی زرتشتی بودند که در قبل از اسلام زندگی می‌کردند و در هنگام مرگ اجساد خود را بر روی یال‌های کوه مدفن می‌کردند و در قبور وسایل زندگی اعم از شمشیر. آب و غذا و طلا و جواهرات به همراه جسد زیر خاک می‌کردند و در اطراف قبر دیواره ای سنگ چین به ارتفاع یک متر و شعاع دو متر می‌ساختند که حریم قبر بوده) و سنگ نوشته‌ها و طراحی‌های مربوط به دورهٔ پیش از تاریخ به زمان‌های بسیار دور بیش از سه هزار سال پیش به دورهٔ اشکانیان بر می‌گردد.

## جمعیت
بر پایه سرشماری عمومی نفوس و مسکن در سال ۱۳۹۵، جمعیت این روستا برابر با ۷۲۷ نفر (۲۱۶ خانوار) بوده‌است.